# Le Duo des Non
 (mars 2014).
Si vous disposez d'ouvrages ou d'articles de référence ou si vous connaissez des sites web de qualité traitant du thème abordé ici, merci de compléter l'article en donnant les références utiles à sa vérifiabilité et en les liant à la section « Notes et références ».
Le Duo des Non est une émission de radio présentée par Jean-Jacques Cripia et son équipe et diffusée sur la radio française depuis 1988 avant d'être adaptée en pièces de théâtre. L'émission relate la vie des habitants d'un petit village fictif nommé Bourcagneux situé quelque part dans le Gers.

## Histoire
Jean Jacques Cripia après avoir créé sa troupe de théâtre en 1988, propose un duo qu'il baptise « duo des non ». Patrick Sébastien l'encourage à se lancer dans la saga de Bourcagneux.
Le Duo des Non connaît quelques partenaires différents pour aujourd'hui être composé de Jean Jacques Cripia et de Delphine De Lacambra. Il a eu une émission quotidienne sur Sud Radio durant 16 ans intitulée Radio Bourcagneux. Les enregistrements de ces émissions s'effectuent soit à Labège dans les studios de Sud Radio soit dans la région chaque semaine. Les textes sont écrits par Jean-Jacques Cripia.
Le Duo des Non caricature les habitants et la vie des petits villages du Sud-Ouest. La plupart des sketches se passent dans le village imaginaire de Bourcagneux.

## Bourcagneux

### Les habitants
Les personnages récurrents sont Mademoiselle Delphine (plus tard remplacée par Mademoiselle Josiane), William Peloy, Geneviève Marcassus (dite Geneu ou Jeune-Vieille), Maryse Estébénet (sa meilleure amie), les journalistes de Radio Bourcagneux Internationale Rémi Pédegaye, Lucien Levasseur et Jean Kéké, les cantonniers William Peloy et Ivanhoé Caparut, Christophe Moursebole l'entraineur du BROC (Bourcagneux Rugby Olympique Club), le maire Marcel Québire, sa secrétaire Hortense Lamiche et le député adjoint de l'opposition Roger Burnialou, la famille Castagut affublée de la mamie. 

### Personnages
Marcel Québire - Maire de Bourcagneux qui boucle son sixième mandat consécutif. Il tente de gérer, bon gré mal gré, sa commune malgré les multiples gaffes de ses employées municipaux et de sa secrétaire Hortense Lamiche très intrusive.
Abbé Armand Taillère - Curé du Village qui transforme les offices religieux traditionnels donnés en l'église St Honésime de la Rédemption en messes humoristiques avec ses tics et surtout avec son célèbre "que j'ai entendu en confession hier soir".
Hortense Lamiche - Secrétaire de mairie acariâtre et peu efficace. Intrusive, elle rentre sans frapper dans le bureau du maire sans y être appelée. Elle ressort en claquant toujours la porte, ce qui ne manque pas de faire tomber le portrait du président de la république. Elle déteste sa collègue Delphine qu'elle nomme "la Créature"
Mademoiselle Delphine -remplacée par Mademoiselle Josiane- Plantureuse animatrice de Radio Bourcagneux et secrétaire de la mairie du village, elle fait tourner la tête des hommes.  
Maryse Estébenet - Animatrice de Radio Bourcagneux et standardiste à l'office du tourisme et à la mairie de Bourcagneux. Lucide, intelligente mais irrémédiablement grosse et disgracieuse accusant une centaine de kilos sur sa balance, toujours à la recherche de l'âme sœur, elle doit cependant se coltiner Geneviève "sa meilleure copine que la terre à jamais porté depuis que les chats ne traversent pas la route en entier". Elle est le clown blanc du duo avec Geneviève Marcassus.
Geneviève Marcassus (ex Bouzigue), dite « Geneu » - Animatrice de Radio Bourcagneux, standardiste à l'office du tourisme et à la mairie de Bourcagneux, « dotée d'un QI de barquette de frites et de l'activité cérébrale d'un protozoaire », elle a redoublé sept fois le CE1, a de drôles de goûts vestimentaires et alimentaires. Souvent prise en défaut par ses amies Maryse et Josiane, elle évoque alors avec émotion son enfance miséreuse. Jadis mariée à Christian Bouzigue, elle a eu de lui deux jumeaux, Brat et Britney.  
William Peloy - Cantonnier considéré comme l'idiot du village, il a une véritable obsession pour ce qu'il nomme les nuisibles (insectes, pigeons, chiens errants...). Il en fait voir de toutes les couleurs à son chef Ivan-Noé Caparut. Réformé du service militaire, avant d'avoir effectué ses trois jours. « Il a bien pris l'autobus pour Auch, mais de face ! »
Rémi Pédegaye, dit « petit Rémi » - Journaliste à Radio Bourcagneux, il a raté son diplôme de journaliste option pâtisserie au beurre de Montauban de peu. Inégalable dans les reportages dans les bodégas, il doit supporter sa femme qui collectionne les amants et parmi eux Guy, légèrement dépressif.
Firmin Lapujolle - charcutier de Bourgagneux et président du BROC (Bourgagneux rugby olympique club), qui tendance à transformer de simples phrases en longs monologues.
Christophe Moursebole : capitaine du BROC et entraîneur des cadets, à qui il passe son temps à faire faire des tours de terrain.  
Alain Colombard : Adjudant-chef de la BILB (Brigade d'Intervention Localisée de Bourcagneux), tente de traquer les criminels organisés et les excès de vitesse mais c'est impossible vu l'incompétence de ces hommes.  
Claude Navarrin : Brigadier de la BILB. Extrêmement limité intellectuellement, il est toujours accompagné de Martine, l’auxiliaire canin de la brigade.
Esmeralda Goncalves : Brigadière de la BILB. Se fait remarquer par sa plastique avantageuse et ses tenues pas toujours réglementaires.
Professeur Ephraim Carrère - Médecin diplômé en tout genre, qui craque pour les stagiaires féminines et ne supporte pas les enfants de moins de 18 ans dans sa clinique.

### Les thématiques
- Les standardistes et Radio trompette :

Personnages principaux de la série de sketchs sont 'Mademoiselle Delphine, Maryse Estébenet et Geneviève Marcassus
- La messe :

Personnages principaux : Abbé Taillère, Mademoiselle Delphine, Marcel Quebyre, Roger Burnialou
- Salon de coiffure Verduran :
- S.O.S Dépression :
- Les cadets :
- Le BROC (Bourgagneux rugby olympique club) :
- Épisodes municipal :
- La BILB (Brigade d'Intervention Localisée de Bourcagneux):
- Les feux de labour :

Abel Castagut : connu pour ses rafales de jurons. Grand amateur de la sieste mais peine à s'adonner à sa passion du fait des conversations sans fond de son épouse, des visites impromptues de son beau-frère Raymond ou des facéties de sa belle mère. Doit souvent faire face à des attaques de goutte.
Léonie Castagut, née Mouquayrot : épouse du précédent très pieuse elle reproche souvent à son mari de passer son temps à dormir sur le canapé.
Roseline Mouquayrot : plus connue sous le nom de Mamie Roseline, Mamie Mouquayrot ou tout simplement Mamie, mère de Léonie et donc belle mère d'Abel. Dame d'âge canonique (que personne ne semble connaître précisément, bien que d'aucuns la prétendent centenaire), édentée, incompréhensible et partiellement sénile, qui toutefois ne semble pas apprécier particulièrement son gendre, qui le lui rend bien. 
Raymonde Bézécour née Mouquayrot : fille cadette de Roseline et donc petite sœur de Léonie. Personnage discret qui évoluera en 2008 en effet depuis cette année-là Raymonde souffre d'un étrange syndrome, un mélange entre Alzheimer et Gilles de la Tourette.
Raymond Bézécour : mari de Raymonde. Retraité de la préfecture, grand amateur de maquettes, de camping car et de blagues douteuses. Dans la saison 2013, naîtra une idylle secrète et platonique avec Léonie.

## Station de radio
- Sud Radio (1998-2014)[2]
- Radio Couserans (Depuis septembre 2014)[3]
- Radio 100 %

## Spectacles
- 1996 : Chroniques Villageoises
- 2002 : Retour à Bourcagneux
- 2005 : La fête à Bourcagneux
- 2009 : Tel est Bourcagneux
- 2012 : La petite prison dans la mairie[4]
- 2015 : Ça c'est fait ![5]
- 2018 : Objectif Bourcagneux

## CD audio
- Chroniques villageoises
- Best of des Feux de Labour
- Radio Bourcagneux vol.1
- La compil du Rugby

## Livres
- 2005 : Qu'en pense Bourcagneux ? (préfacé par Patrick Sébastien)
- 2017 : C'est gentil d'être passé !, citations du Duo des Non
- 2017 : Il n'y a plus d'enfants, polar